# Anomalochrysa cognata
Anomalochrysa cognata is een insect uit de familie van de gaasvliegen (Chrysopidae), die tot de orde netvleugeligen (Neuroptera) behoort. 
Anomalochrysa cognata is voor het eerst wetenschappelijk beschreven door Perkins in Sharp in 1899.